# Gasparín y los ángeles
Gasparín y los Ángeles (Casper and the Angels en inglés) es una caricatura de televisión de 30 minutos que se emitía los sábados por la mañana, basada en el personaje de dibujos animados de Harvey Comics, Casper the Friendly Ghost, fue producida por Hanna-Barbera Productions y se transmitió en la cadena NBC desde el 22 de septiembre de 1979 hasta el 15 de diciembre de 1979.

## Argumento
El fantasma amistoso Casper es un "fantasma de la guarda" en el futuro del año 2179 que ayuda a dos mujeres oficiales de la Policía Espacial llamadas Mini (una pelirroja bastante despistada) y Maxi (una mujer afroamericana mucho más inteligente con muy mal genio) quienes patrullan la Ciudad Espacial al estilo de Los Supersónicos en sus motocicletas voladoras.
A ellos se les une el ruidoso pero de buen corazón Hairy Scarey ("Fantasmón"), un fantasma milenario, grande y peludo con nariz roja y corbata de moño grande que disfruta asustando a la gente, especialmente villanos y otros rufianes, pero debido a que siente un gran afecto por su pequeño amigo Casper, él, a diferencia de la mayoría de su tipo fantasmal, trata de aceptar el hecho de que al gentil fantasmita no le gusta asustar a la gente.
Menos aceptables, especialmente hacia Mini y Maxi, son sus compañeros oficiales Nerdley y Fungo, un par de torpes hombres chauvinistas de la policía que conducen un patrullero volador y siempre intentan demostrar que son superiores a sus contrapartes femeninas, solo para que sus esfuerzos sean deshechos por su propia estupidez y cobardía.

## Reparto
| Personaje                         | Actor de voz    | Actor de doblaje (Latinoamérica) |
| --------------------------------- | --------------- | -------------------------------- |
| Casper                            | Julie McWhirter | Patricia Acevedo                 |
| Hairy Scarey                      | —               | Maynardo Zavala                  |
| Comandante                        | John Stephenson | Pedro D'Aguillón                 |
| Oficial de Patrulla Espacial Maxi | Diana McCannon  | Magdalena Leonel                 |
| Oficial de Patrulla Espacial Mini | Laurel Page     | —                                |

## Producción
Aparentemente, esta serie fue el segundo intento de Hanna-Barbera por sacar provecho de la popularidad de Los ángeles de Charlie, así como la popularidad del drama policial de motocicletas CHiPs, el primer intento fue el Captain Caveman and the Teen Angels emitido en ABC (Laurel Page también dio su voz en esa serie).
Fueron producidos 26 segmentos de 15 minutos que conformaron un total de 13 episodios de 30 minutos, así como dos especiales de televisión Casper's Halloween Special y Casper's First Christmas (El regalo navideño de Gasparín en Latinoamérica).
La serie se emitió en Cartoon Network y Boomerang durante algunos años.
Al igual que muchas series animadas creadas por Hanna-Barbera en la década de 1970, la caricatura contenía un audio de risas de fondo.

## Episodios
| N.º | Título                                               | Fecha de emisión original |
| --- | ---------------------------------------------------- | ------------------------- |
| 1   | «Casper's Golden Chance / Space Circus»              | 22 de septiembre de 1979  |
| 2   | «Casper Ghosts West / Casper's Camp Out»             | 29 de septiembre de 1979  |
| 3   | «Strike Four / The Space Pirate»                     | 6 de octubre de 1979      |
| 4   | «Ship-Wrecked / The Cat Burglar»                     | 13 de octubre de 1979     |
| 5   | «Something Fishy / The Smiling Lisa»                 | 20 de octubre de 1979     |
| 6   | «A Pocket Full O'Schemes / A Tale of Two Trashmen»   | 27 de octubre de 1979     |
| 7   | «Fatula / T.V. or Not T.V.»                          | 3 de noviembre de 1979    |
| 8   | «Gone to the Dogs / Private Eyeball to Eyeball»      | 10 de noviembre de 1979   |
| 9   | «Champ for a Day / The Ghost Robbers»                | 17 de noviembre de 1979   |
| 10  | «Aunt Mary Scarey / The Ice Heist»                   | 24 de noviembre de 1979   |
| 11  | «A Shoplifting Experience / The Impossible Scream»   | 1 de diciembre de 1979    |
| 12  | «Prehistoric Hi-Jinx / The Commander Is Missing»     | 8 de diciembre de 1979    |
| 13  | «Love at First Fright / Saving Grace in Outer Space» | 15 de diciembre de 1979   |

## Medios para el hogar
El 5 de septiembre de 1995, Turner Home Entertainment lanzó dos volúmenes The Boo Zoo y Stars & Frights en VHS. Este lanzamiento contenía cinco episodios de la serie. Además, el 22 de agosto de 2000, Warner Home Video lanzó Casper Saves Halloween en VHS que contenía el especial de Halloween, así como seis episodios de 15 minutos de Casper and the Angels.